# American Airlines Center
American Airlines Center (powszechnie używany akronim AAC) – hala sportowa znajdująca się w Dallas w stanie Teksas w Stanach Zjednoczonych. Budowę rozpoczęto w 1999 roku, obiekt może pomieścić 18 532 kibiców hokeja, 19 200 kibiców koszykówki, podczas koncertów pojemność hali zwiększa się do 21 000 osób. Obecnie w obiekcie tym swoje mecze rozgrywa drużyna występująca w NHL – Dallas Stars oraz reprezentant ligi NBA – Dallas Mavericks.
Koszt budowy wyniósł około 420 milionów dolarów.

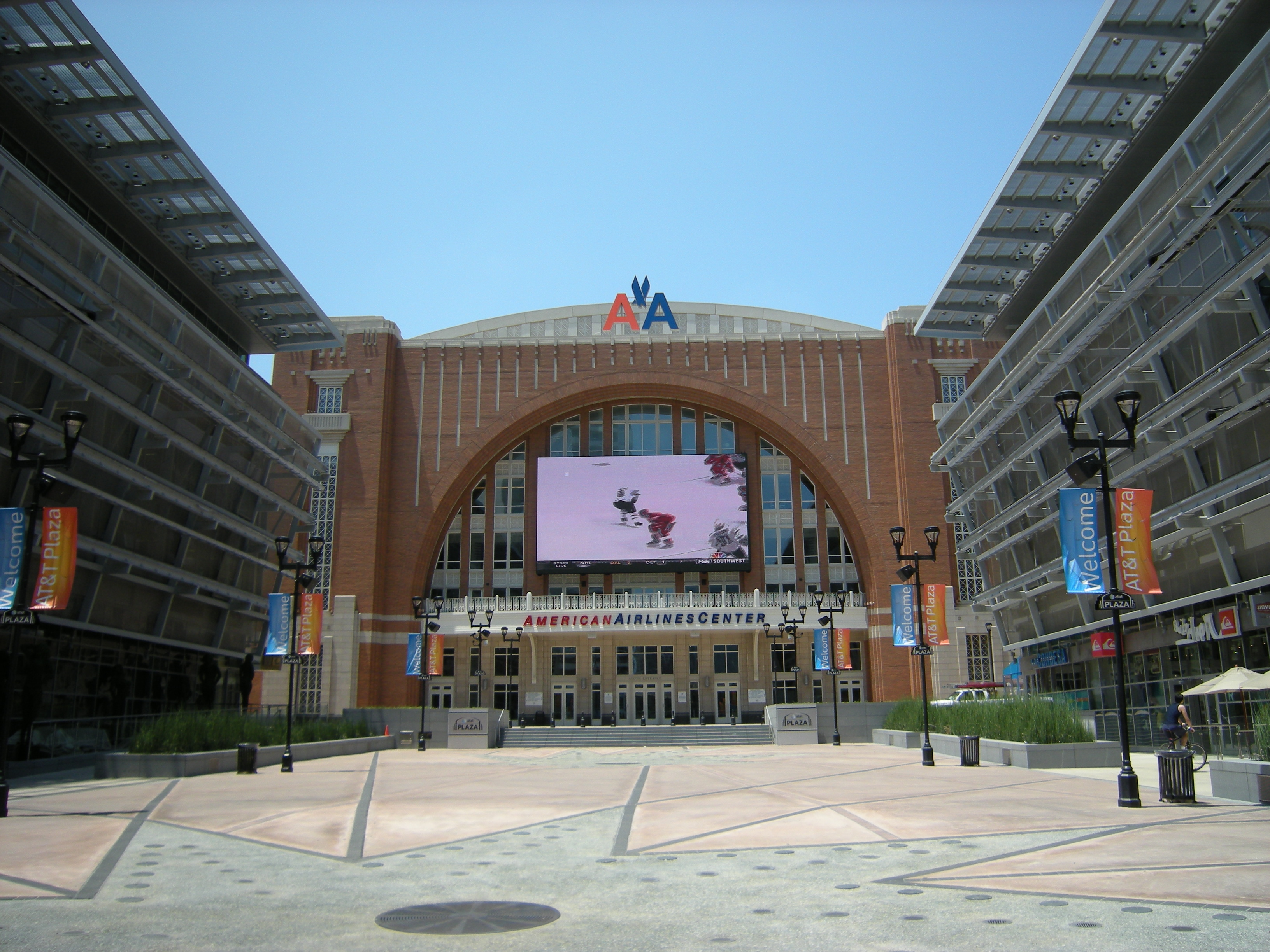
American Airlines Center widoczne z AT&T Plaza
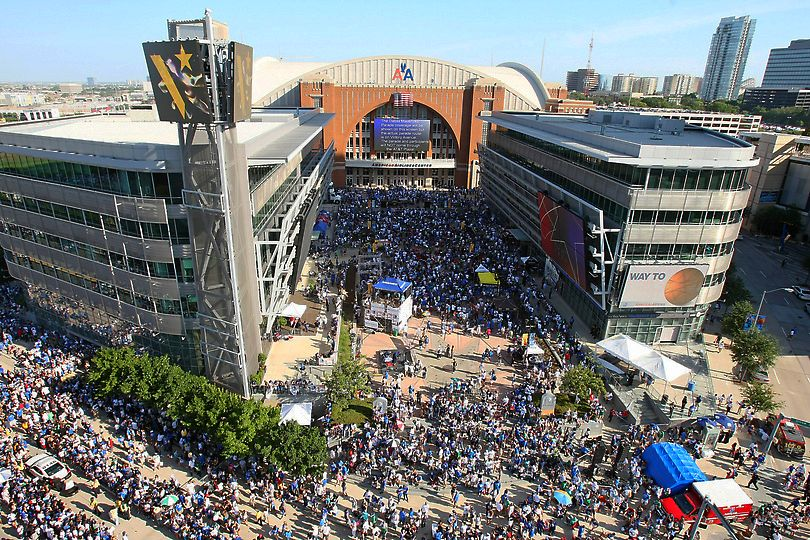
Arena po zdobyciu przez Mavericks tytułu mistrza NBA (2011)
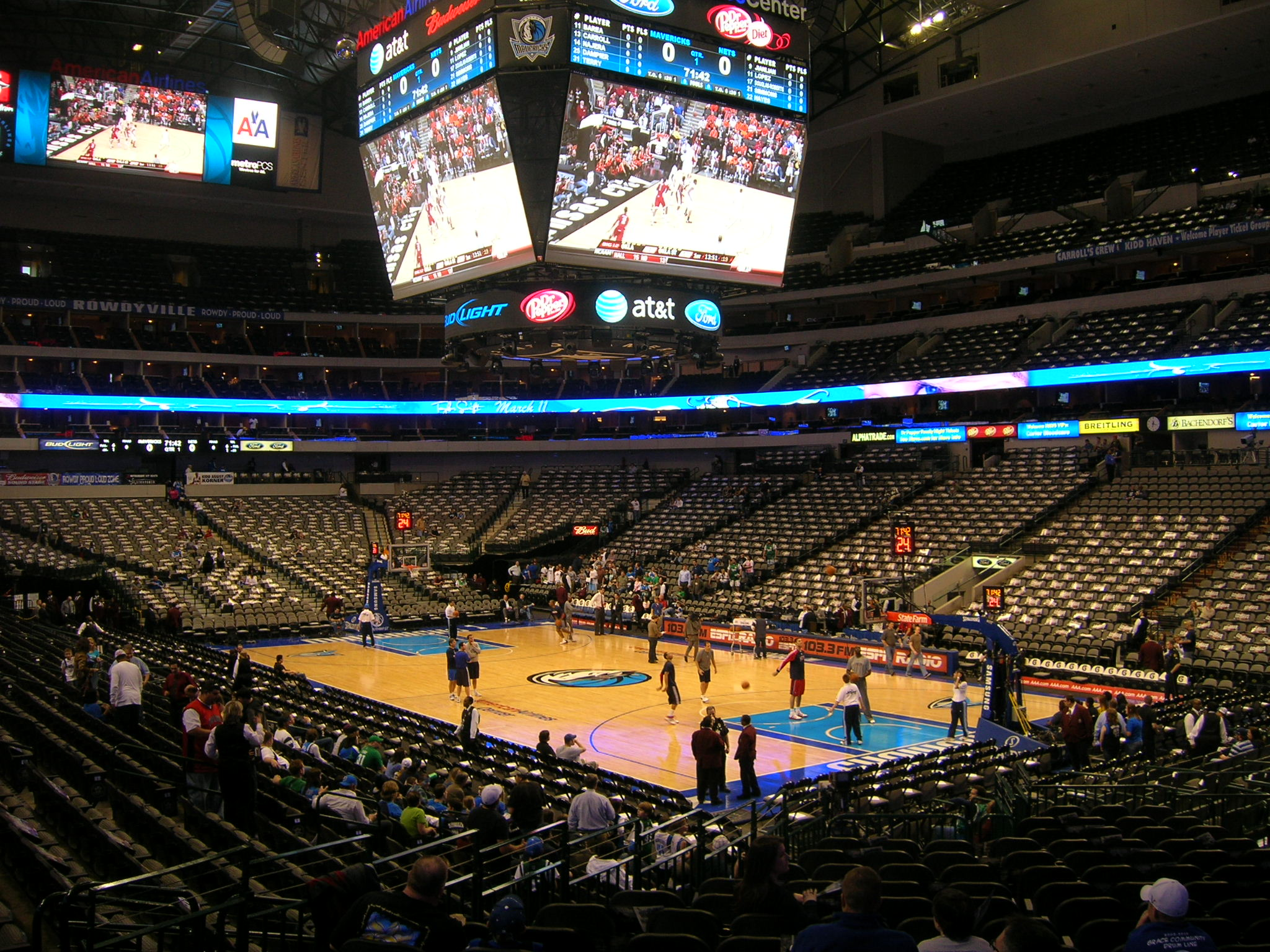
Wnętrze hali (mecz Mavericks)
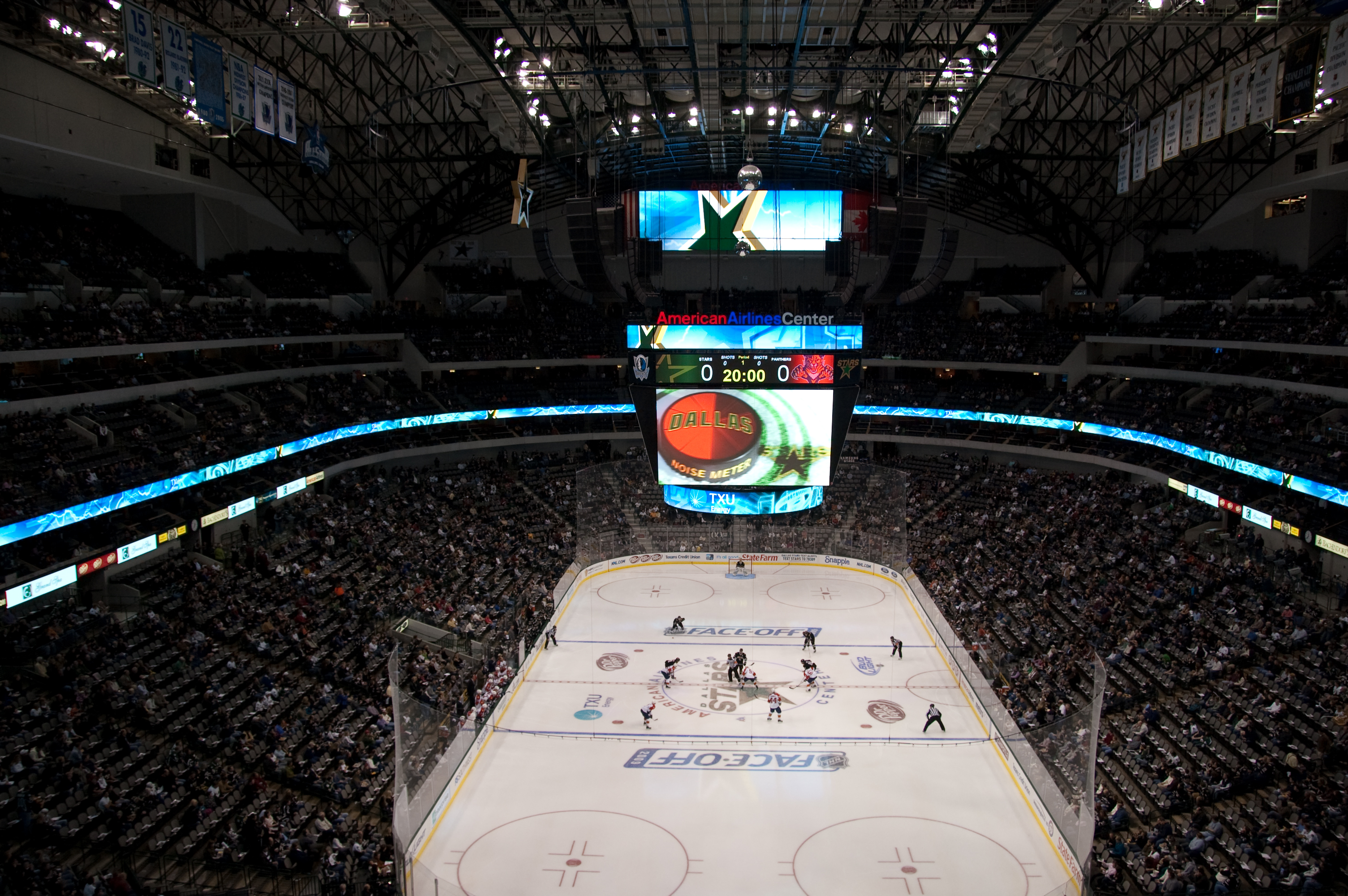
Wnętrze AAC w trakcie meczu gwiazd NHL